# Naaldzwelghaai
De naaldzwelghaai (Centrophorus acus) is een vis uit de familie van zwelghaaien en snavelhaaien (Centrophoridae) en behoort derhalve tot de orde van doornhaaiachtigen (Squaliformes). De vis kan een lengte bereiken van 81 centimeter.

## Leefomgeving
De naaldzwelghaai is een zoutwatervis. In brakwater is de soort nog nooit aangetroffen. De vis prefereert een diepwaterklimaat en heeft zich verspreid over de Grote en Atlantische Oceaan.

## Relatie tot de mens
De naaldzwelghaai is voor de visserij van geen belang. In de hengelsport wordt er weinig op de vis gejaagd.